# سمك عضاض
السمك العضاض (الاسم العلمي: Ichthyodectes)، جنس منقرض من الأسماك العضاضة التي عاشت خلال العصر الطباشيري المتأخر. وقد تم العثور على حفريات لأنواع لها في كندا وحتى تكساس.